# Clubiona propinqua
Clubiona propinqua är en spindelart som beskrevs av Ludwig Carl Christian Koch 1879. Clubiona propinqua ingår i släktet Clubiona och familjen säckspindlar. Inga underarter finns listade i Catalogue of Life.